# 역원
역원(逆元, 영어: inverse element)이란 두 원소를 연산한 결과가 항등원일 때, 한 편에 대하여 다른 편을 이르는 말이다. 덧셈에서의 반수와 곱셈에서의 역수를 일반화한 개념이다.

## 정의
집합 {\displaystyle S}와 이항연산자 {\displaystyle *}에 대해, 만약 항등원 {\displaystyle e}가 존재한다고 할 때, {\displaystyle S}의 원소 {\displaystyle a}에 대해
{\displaystyle a*b=b*a=e}
를 만족하는 {\displaystyle S}의 원소 {\displaystyle b}가 유일하게 존재할 때, {\displaystyle b}를 {\displaystyle a}의 역원이라고 한다.

## 예
- 실수 집합 {\displaystyle \mathbb {R} }과 덧셈 연산자에 대해, 원소 {\displaystyle x}의 역원은 {\displaystyle -x}이다.
- {\displaystyle \mathbb {R} }에서 {\displaystyle 0}을 제외한 집합과 곱셈 연산자에 대해, 원소 {\displaystyle x}의 역원은 {\displaystyle {1 \over x}}이다.

## 같이 보기
- 항등원
- 대수 구조
- 역행렬